# 大蔵春実
大蔵 春実（おおくら の はるざね）は、平安時代中期の貴族・武人。官位は従五位下・対馬守兼大宰大監。

## 経歴
天慶2年（939年）瀬戸内海にて発生した天慶の乱（藤原純友の乱）鎮圧のために、追捕山陽南海両道凶賊使の主典となり追捕山陽南海両道凶賊使長官の小野好古とともに西国に派遣される。天慶4年（941年）5月に博多津において藤原純友軍を撃退。その功績により従五位下・対馬守兼大宰大監に叙任される。
小野好古は天慶8年（945年）大宰大弐として地方官に転じた。
天徳4年（960年）平将門の残党が平安京に入京するとの噂が発生した際、蔵人所の命により、前記追捕使、大宰府の次官であった源経基の子・満仲と共に武士団を率い都を警護する。これは、官職に因らず武士団を用いた最初の例とされる。
子孫は九州に土着し、大宰府の官人を世襲する。

## 系譜
- 父：不詳（大蔵常直、大蔵村主[1]など諸説がある）
- 母：不詳（一説では藤原敏行の娘[2]）
- 妻：小野好古の娘
  - 男子：大蔵春種 - 子孫は秋月氏・田尻氏等
  - 男子：大蔵種章
- 妻：橘公統の娘
  - 男子：大蔵種季 - 子孫は波多江氏
  - 男子：大蔵種門
- 生母不明の子女
  - 男子：大蔵春近
  - 男子：大蔵実通 - 子孫は三原氏
  - 男子：大蔵種光 - 大蔵種材の父